# Lyoness
Lyoness, også kendt under navne som Lyconet, er et østrigsk netværksmarkedsføringsselskab grundlagt af Hubert Freidl i 2003. Selskabet tilbyder gratis medlemskab til forbrugere i deres loyalitets program i 55 lande samt sælger B2B partnerskaber og Loyalitets software. Lyoness' netværksvirksomhed blev i 2014 til selskabet Lyconet.
Selskabet blev i 2018 lukket i Norge af det norske Lotteri- og Stiftelsestilsynet og anmeldt til politiet for at have en pyramidespilslignende virksomhed, der overtrådte spilleloven. Sagen blev henlagt af politiet i 2020 grundet kapacitetsproblemer. Lyoness blev kendt ulovligt i Norge, fordi netværksdeltagerne ikke modtog varer, tjenester eller andre ydelser, der modsvarede værdien af det, de havde indbetalt i gebyrer, samt at indbetalingerne i realiteten var at anse som vederlag for at opnå deltagerstatus. Flere hundrede norske deltagere har forlangt pengene tilbage, og lykkedes ved sagførerhjælp. Den norske virksomhed blev genåbnet i marts 2021 under nye GTC-er, men er dog fortsat i Lotteri- og Stiftelsestilsynets søgelys. Det Schweiziske forbrugermagasin Beobachter anslog i 2013, at 99,7 % af Lyoness' omsætning bestod af betalinger for positioner. Den 23. marts 2021 advarede Lotteri- og Stiftelsestilsynet mod Lyoness og de beslægtede selskaber myWorld, Lyconet og Cashback.

## Forretningsmodel
Lyoness's forretningsmodeller bygger bl.a. på:
1. Kundeloyalitetsprogram.
2. Salg af partner programmer (B2B).
3. Gratis indmeldelse af forbrugere i Kundeloyalitetsprogram.

### Kundeloyalitetsprogram
Lyoness samarbejder med virksomheder i handels-og serviceerhverv, som til gengæld giver medlemmerne indkøbsfordele og rabatter. Det tilbudte mål er at skabe et kundeloyalitetsprogram for virksomheder, så de ikke længere behøver at lede efter kunder, men at kunderne finder dem via dette program. Derved tilbydes kunderne at købe ydelser og produkter hos loyalitetspartnerne, hvor de får penge tilbage ved hvert køb og hvor loyalitetspartneren opnår højere salg, fordi kunderne vælger dem.

### Salg (netværksmarkedsføring)
Lyoness skaber deres rækkevidde med netværksmarkedsføring. Det hævdes at entreprenører og virksomhedsejere ved opbygning af egen salgsstruktur i dette regi kan opnå ekstra fordele.

## Selskabsstruktur

### International Organisation
Lyoness International AG er forbundet med følgende organisationer: Lyoness Child & Family Foundation (Fond), Lyoness Greenfinity Foundation (Fond). Det Internationale AG er moderselskab for flere organisationer på kontinentalt plan.

### Organisation
- Lyoness Europe AG (Grundlagt i 2003) har sit hovedkontor i Buchs, Schweiz.[12]
- Lyoness America Inc. (Grundlagt i 2009)[13] og Lyoness Canada Inc. har hovedkvarter i New York City og Toronto.
- Lyoness IMEA SA (Grundlagt i 2011) har sit hovedkontor i Buchs SG.[14]
- Lyoness do Brasil Ltd. (Grundlagt i 2011) har sit hovedkontor i Sao Paolo.
- Lyoness Asia Limited (Grundlagt i 2011)[15] har sit hovedkontor i Hongkong.

## Kritik
De forskellige forretningsmodeller er igennem årene blevet kritiseret, og mødt af påstande om manglende oplysninger til medlemmerne.. Det har primært omhandlet forretningsmodellen om netværksmarkedsføring. I Østrig er de blevet konfronteret med igangværende undersøgelser af VKI og WKSTA, om virksomhedens forretningsmodel er uigennemsigtig. I Italien er Lyoness idømt en stor bøde.
Morten Spiegelhauer i TV2 udgav sig i 2013 for at være en interesseret kunde hos Lyoness. Han blev tilrådet at betale 18.750 kroner for et særligt "guldkort". Med det i hånden blev han stillet i udsigt at kunne tjene op til 180.000 danske kroner om måneden, forudsat, at han fik venner og familie til at investere det samme beløb i Lyoness. I udsendelsen forsøgte Morten Spiegelhauer at få svar fra Lyoness på, hvad de mener, det er, der adskiller deres store internationale firma fra et ulovligt pyramidespil.
Lyoness hævder at have aftaler med en række butikskæder i et stort antal lande, men i flere tilfælde afkræftes dette af selskaberne, de har opført som partnere. Partnerne er imidlertid indskrevet gennem store internationale affiliate virksomheder (Tredje part), trods kritikken.